# Yrjö Somersalmi
Yrjö Armas Somersalmi, (ursprungligen Sundell), född 19 juli 1885 i Helsingfors, död 19 april 1929 i Helsingfors, var en finländsk operasångare (basbaryton) och skådespelare. Han var bror till Urho Somersalmi och Aune Somersalmi.
Somersalmi var son till snickaren Johan Alfred Somersalmi och Amanda Fransiska Kourlaa. Somersalmi studerade ursprungligen lantmäteri och praktiserade vid järnvägen, men övergick till Finlands nationalteater och studerade sång hos Abraham Ojanperä, Alexandra Ahnger och Hermann Gura. Somersalmi verkade som skådespelare vid teatern åren 1906-13, men tilldelades endast mindre roller. Somersalmi lämnade teatern för Finlands nationalopera, vid vilken han var aktiv från 1913.
Åren 1909–1911 gjorde Somersalmi 23 skivinspelningar, varav en tillsammans med Aili Somersalmi.

## Filmografi[1]
- Suvinen satu, 1925
- Pohjalaisia, 1925
- Murtovarkaus, 1926
- Muurmanin pakolaiset, 1927